# آگنیشکا وارخولسکا
آگنیشکا وارخولسکا (انگلیسی: Agnieszka Warchulska؛ زادهٔ ۱۵ مه ۱۹۷۲) بازیگر اهل لهستان است.
از فیلم‌ها یا برنامه‌های تلویزیونی که وی در آن نقش داشته‌است، می‌توان به ترفند، پیت‌بول، خط تأخیر، به تاخت، قانون حقیقی، پدر متیو، بدهی، ۳۶۵ روز، ع چون عشق و هتل ۵۲ اشاره کرد.